# Black Christ of the Andes
Black Christ of the Andes ist ein Album der Jazzpianistin Mary Lou Williams. Die Aufnahmen entstanden am 9. Oktober 1963 in den Nola Studios und am 19. November 1963 in den Cue Studios, New York. Sie erschienen zunächst 1964 auf Williams’ eigenem Label Mary Records sowie auf Folkways Records ohne Titel. 1975 veröffentlichte MPS das Album unter dem Titel Black Christ of the Andes. 2004 wurde das Album auf Smithsonian Folkways als CD wiederveröffentlicht. Bei der Neuauflage des Williams-Albums (Mary Lou Williams Presents Black Christ of the Andes) wurden vier weitere Trio-Aufnahmen mit dem Bassisten Percy Heath vom 19. November 1963 hinzugefügt.

## Hintergrund
Mitte bis Ende der 1950er-Jahre zog sich die Jazzkomponistin und Pianistin Mary Lou Williams für fast vier Jahre von öffentlichen Auftritten zurück. Während ihrer Pause trat sie zum Katholizismus über, und die erste Aufzeichnung, die sie nach ihrer Rückkehr machte, war eine deutliche Abkehr von ihrer früheren Arbeit: Es war eine Messe. 1962 erklärte die katholische Kirche einen peruanischen Bruder des Dominikanerordens namens Martin von Porres, den Sohn einer befreiten Sklavin namens Ana Velazquez, zu einem neuen Heiligen. Seine Heiligsprechung inspirierte die Pianistin, und so entstand Mary Lou Williams Presents Black Christ of the Andes, ein ihm zu Ehren verfasstes Andachtswerk. Die Komposition ist sowohl in der katholischen Liturgie als auch in der afroamerikanischen Musiktradition verwurzelt – und hat zweifellos Kritiker unter denen gefunden, die ausschließlich der einen oder der anderen Schulbildung angehören, schrieb Jenny Gathwright (National Public Radio). Williams führte das ganze Werk im November 1962 zum ersten Mal in der Saint Francis Xavier Church in New York auf und spielte es im Oktober 1963 zur Veröffentlichung ein.
Die Eröffnungshymne St. Martin de Porres beginnt mit einem Chor, der a cappella singt. Während die Sänger den Namen des Heiligen vortragen, verlangsamt sich der Chor und schwillt in den Vokalen an, „als ob sie ihre Hingabe beweisen wollen. Als Williams schließlich die Tasten drückt, spielt sie einen afro-lateinischen Groove, vielleicht eine Anspielung auf das Erbe des Themas der Hymne.“ Weitere Mitwirkende sind ein zweiter Chor um George Gordon (zu dem auch Honi Gordon gehörte) sowie Budd Johnson (Bassklarinette in Anima Christi), Jimmy Mitchell (Gesang), Grant Green (Gitarre), letztere in Praise the Lord und in Anima Christi.

## Titelliste
- Mary Lou Williams: Black Christ of the Andes (MPS 35 53759, BASF – 35 53759)[3]

1. Black Christ of the Andes (Anthony Woods, Mary Lou Williams) 6:23 – Chor: Howard Roberts Singers
2. It Ain’t Necessarily So (George & Ira Gershwin) 4:35 – Bass: Ben Tucker, Schlagzeug: Percy Brice
3. The Devil (Anthony Woods, Mary Lou Williams) 3:55 – Gesang: Howard Roberts Singers
4. Miss D. D. (Mary Lou Williams) 2:25 – Bass: Theodore Crommwell, Schlagzeug: George Chamble
5. Anima Christi (Anthony Woods, Mary Lou Williams) 2:43 – Arrangement, Leitung: Melba Liston, Bassklarinette: Budd Johnson, Gitarre: Grant Green, Bass: Larry Gales, Schlagzeug: Percy Brice, Gesang: Jimmy Mitchell, Chor: George Gordon Singers.
6. A Grand Nite for Swingin (Billy Taylor) 2:54 – Bass: Percy Heath, Schlagzeug: Tim Kennedy
7. My Blue Heaven (George Whiting, Walter Donaldson) 3:02 – Bass: Percy Heath, Schlagzeug: Tim Kennedy
8. Dirge Blues (Eustis Guillemet Jr., Mary Lou Williams) 3:21 – Bass: Percy Heath, Schlagzeug: Tim Kennedy
9. A Fungus Amungus (Mary Lou Williams) 2:48 – Mary Lou Williams solo
10. Praise the Lord (Mary Lou Williams) 5:47 – Arrangement, Leitung: Melba Liston, Bassklarinette: Budd Johnson, Gitarre: Grant Green, Bass: Larry Gales, Schlagzeug: Percy Brice, Gesang: Jimmy Mitchell, Chor: George Gordon Singers.

Bonus-Tracke der CD-Ausgabe (2004)

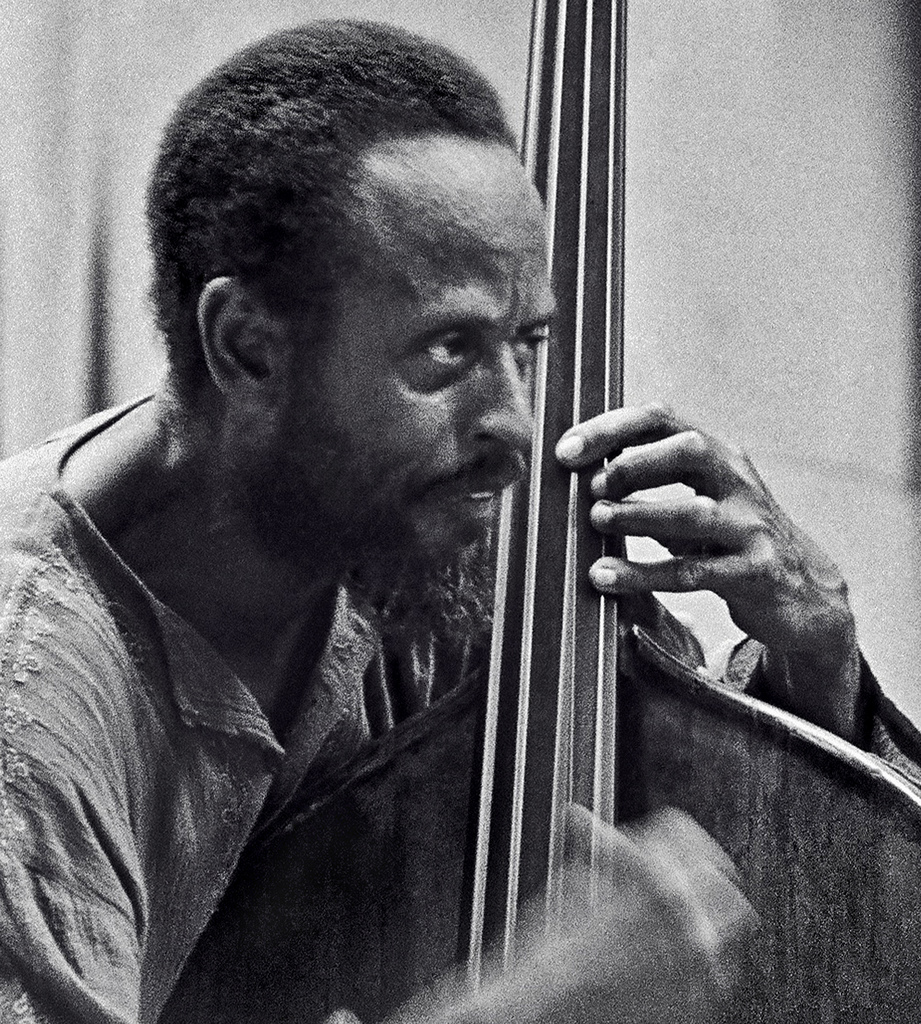
Percy Heath; 1977

- Mary Lou Williams mit Percy Heath (Bass) und Tim Kennedy (Schlagzeug)
  1. Koolbonga (Williams) 3:21
  2. Forty-Five Degree Angle (Denzil Best) 2:50
  3. Nicole (Williams) 3:37
  4. Chunka Lunka (Williams) 3:07

## Rezeption
Nach Ansicht von Jenny Gathwright (NPR) schuf Williams „etwas Einzigartiges: Eine Avantgarde-Jazz-Messe, komplett mit ihrem charakteristischen Swing-Stil.“ Nach Ansicht von Steve Futterman (JazzTimes) zeigten die Trio-Nummern „eine Pianistin mit einer klaren, einladenden Herangehensweise, deren saubere Linien ihre Identität als einprägsame Komponistin widerspiegeln.“ Williams’ gelassener Umgang mit dem Blues geht auf ihre Kansas City-Wurzeln zurück, aber ihre Offenheit für neuere Klänge wird auch beim Solo A Fungus a Mungus, einem quasi Free-Jazz-Stück, faszinierend hörbar. In My Blue Heaven, Billy Taylors A Grand Night for Swinging und in ihrer Eigenkomposition Nicole fände man Williams in ihrem Element; sie spiele Mainstream-Jazz mit Finesse und Charme. Mit ihren religiösen Werken passe Williams in keine Kategorie; dies sei „einer der Hauptgründe, warum sie unsere Aufmerksamkeit auch heute noch auf sich zieht.“

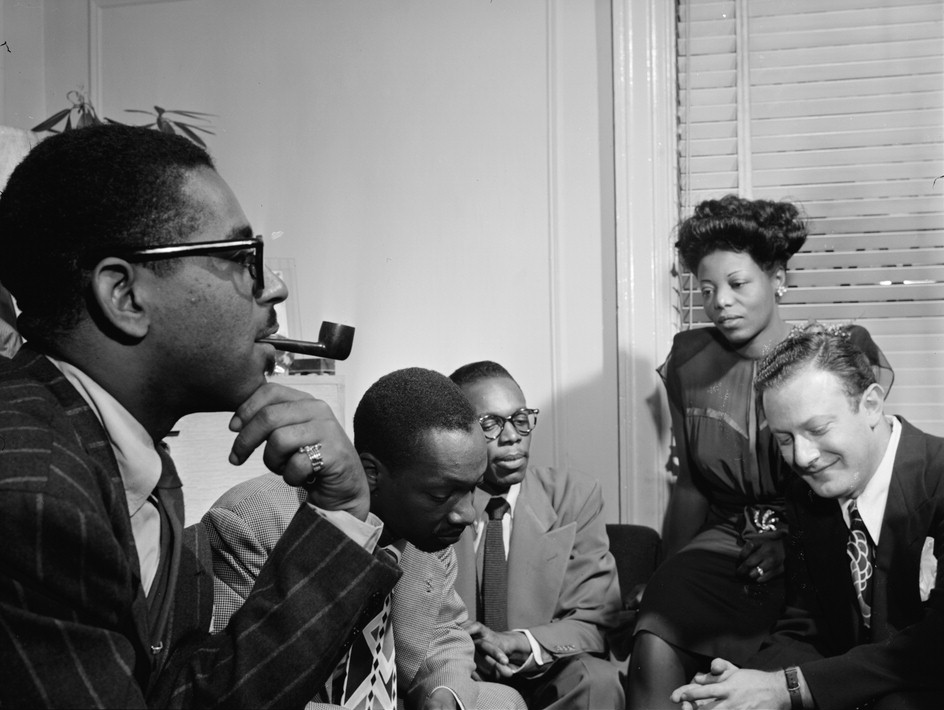
Von links: Dizzy Gillespie, Tadd Dameron, Hank Jones, Mary Lou Williams, Milt Orent. Ca. August 1947. Foto William P. Gottlieb

Bob Jacobson schrieb 2004 in All About Jazz, die Erforschung wäre das Markenzeichen von Williams Karriere. Hier mache sie eine Erkundungsreise in die Rhythmen und tief in den Blues. Manchmal sei ihr Spiel sehr sparsam, aber tief empfunden. A Fungus a Mungus orientiere den Hörer in eine polytonale Richtung und deute auf ihr späteres Interesse an Cecil Taylor hin.
Brandon Burke verlieh dem Album in Allmusic vier Sterne und schrieb: „Komplexe Suiten von Jazzkünstlern haben oft gemischte Kritiken erhalten. Ob als brillant und visionär gepriesen oder als selbstgefällig und banal bezeichnet“; der Autor führt Duke Ellingtons Black, Brown and Beige, Charles Mingus’ Town Hall-Konzert [1962], wo unter etwas chaotischen Umständen Teile von seinem Epitaph aufgeführt wurden, oder Wynton Marsalis’ Blood on the Fields [1997] auf – „all diese Werke kommen mir in den Sinn, nicht zuletzt große Risiken für die beteiligten Künstler. Zur Zeit seiner Uraufführung wurde Black Christ of the Andes alles genannt, von ‚Blues ohne Akzent‘ bis zu einem ‚rührseligen Gebet‘, was Williams dazu veranlasste, es aus ihrem Repertoire zu nehmen. Ein unglückliches Schicksal für ein sehr unterhaltsames und mittlerweile hoch angesehenes Musikstück.“ Andere Titel auf dieser LP, wie ihre großartige Interpretation von It Ain’t Necessarily So, wären in ihren dunklen und rauchigen Grenzen willkommen gewesen, schrieb Burke weiter. In den weiteren Titeln des Albums seien eine Reihe von Stilen vertreten und sind mit Leichtigkeit und Anmut miteinander verwoben. Dies sei eine sehr unterhaltsame Platte mit einigen besonders lohnenden Klaviersoli von Williams.